# Grabplatte des Arnold Geiling von Illesheim

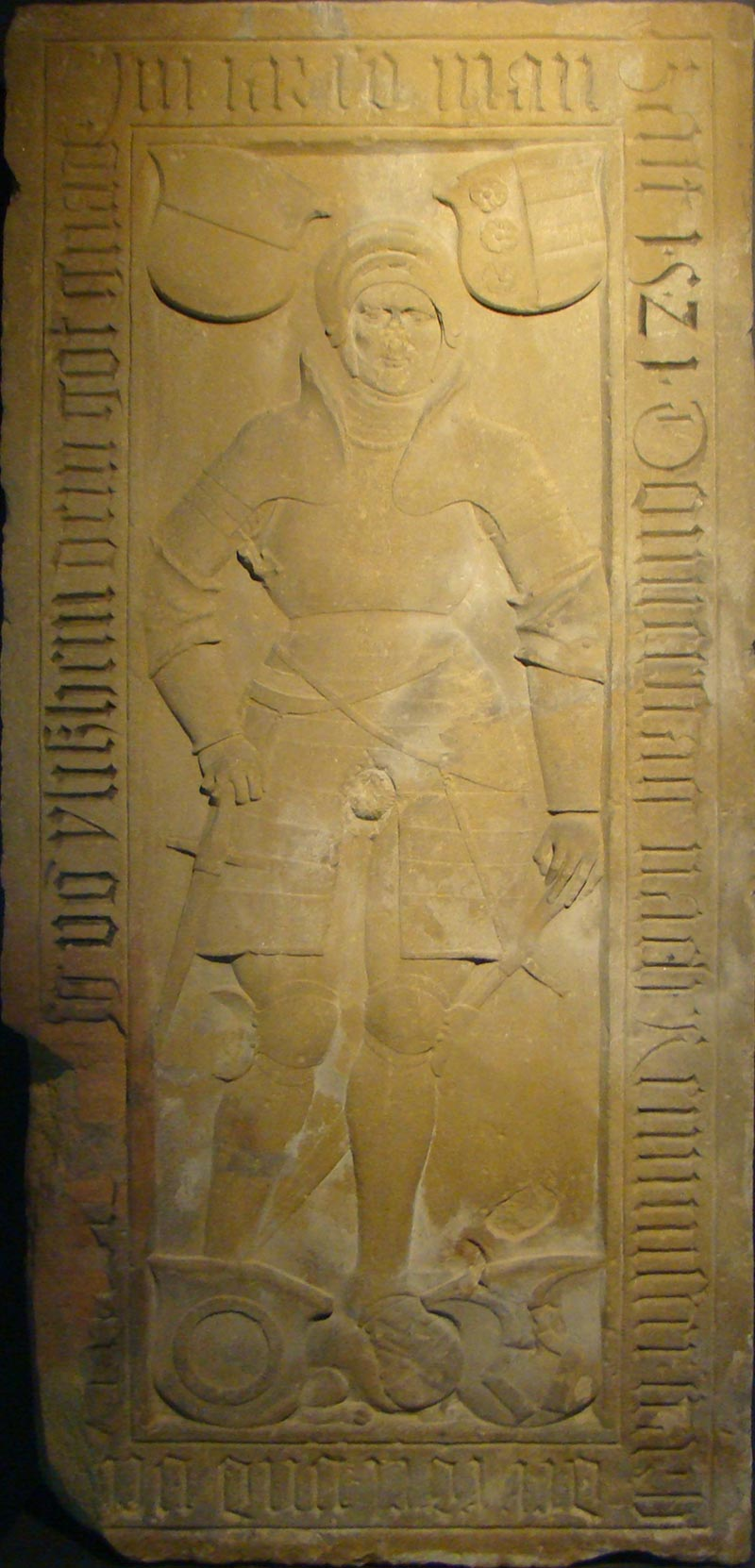
Grabplatte des Arnold Geiling von Illesheim

Die Grabplatte des Arnold Geiling von Illesheim befand sich früher im Heilbronner Lapidarium, mittlerweile jedoch in der Ausstellung im Haus der Stadtgeschichte in Heilbronn.

## Person
Das Grabdenkmal stellt Arnold Geiling von Illesheim dar, der 1521 in Heilbronn verstarb und auch hier bestattet wurde. Geiling war der Schwiegervater von Götz von Berlichingen, der sich seit 1519 in Heilbronn in Haft befand, und war gerade zu Besuch bei seiner Tochter Dorothea Gailing von Illesheim und ihrem Mann, die im Gasthof Krone in Heilbronn wohnten. Dorthin war Götz von Berlichingen nach einer Nacht im Bollwerksturm umgezogen, nachdem man ihm den Aufenthalt dort in ritterlicher Haft zugestanden hatte.

## Beschreibung der Grabplatte
Die aus Sandstein gearbeitete Grabplatte zeigt im Mittelfeld den Ritter in Reliefdarstellung, vor ihm kauert sein ihm treu dienender Hund. Das Denkmal weist vier Ahnenwappen auf:
- Das erste Ahnenwappen ist das der bei Illesheim ansässigen Familie von Geilingen. Das Wappen ist silber-schwarz geteilt. Ein Ahne ist der „berühmt-berüchtigte“[2] Eppelein von Gailingen.
- Das zweite Ahnenwappen ist das der Familie von Birkenfels, eines fränkischen Adelsgeschlechts mit Stammsitz bei Ansbach. Das Wappen zeigt in Rot einen silbernen Ring, als Helmzier dient ein silberner Ring.
- Das dritte Ahnenwappen ist das der Familie von Heßberg, eines alten fränkischen Adelsgeschlechts. Das Wappen ist gespalten, vorne sieht man in Silber drei pfahlweise gestellte rote Rosen, hinten in Rot drei silberne Balken.
- Das letzte Ahnenwappen ist nicht zuordenbar und zeigt zwei Sicheln Rücken an Rücken.[2]